# 자기도식
자기도식(自己圖式, self-schema)은 특정 행동 영역(behavioral domain) 내에서 자기(the self)에 대한 신념(belief), 경험(experience), 일반화(generalization)를 간략화하는 장기적이고 안정적인 기억들을 의미한다. 사람은 하나의 인격체(a person)로서 자기에 관한 측면에 기반한 자기도식을 가지고 있기도 하다. 여기에는 신체적 특성,
인격 특성(personality trait), 관심사가 포함된다. 이는 사람이 자기의 그런 측면이 자기정의(self-definition)에 중요하다고 생각할 때 이뤄진다.
예를 들어, 자신을 외향적이라고 생각하는 사람은 외향성 자기도식을 가지며, 자신이 누구인지에 대하여서도 외향성이 그 중심에 있다고 생각한다. 외향성에 대한 자기도식에는 자기 범주화(self-categorization) ("나는 사교성이 좋아."), 특정 상황에서 행동하는 방식에 관한 신념("파티에서는 많은 사람들과 이야기해야지."), 과거 특정 사건에 대한 기억("대학교 입학 첫날에 많은 친구를 사귀었지.")을 포함한다.

## 일반개념
도식적(schematic)이라는 말은 특정 차원에 대한 특정한 도식(schema)을 가지고 있다는 것을 말한다. 예를 들어 야간에 활동하는 락밴드 멤버는 라커라는 도식을 갖는다. 그러나 낮에 회사원으로 일하면 낮동안엔 회사원 도식을 갖는다. 도식은 문화적 배경과 기타 환경적 요인(environmental factor)에 따라 다르다
일단 자기도식을 발전시키면 자기가 집중하는 것에 있어서의 편파성(bias), 기억하는 것에 있어서의 편파성, 자신에게 해당하는 것이라고 수용할 준비가 되어 있는 것의 편파성으로 도식이 유지되는 경향이 있다. 즉 자기도식은 자기영속적(self-perpetuating)인 것이다. 이후 자기도식은 장기기억(long-term memory)에 저장되고, 이는 개인에 관련된 정보의 처리를 쉽게 하면서도 편파성을 갖게 한다. 좋은 운동을 유지하는 자기도식을 형성한 개인은 그에 대한 보답으로 더욱 자주 운동한다.
개인은 저마다 다른 사회적 문화적 생활경험을 가지고 있기에 자기도식은 사람마다 다양하다. 자기도식의 일례로는 '신나는(exciting)' 혹은 '지루한(dull)', '조용한(quiet)' 혹은 '시끄러운(loud)', '건강한(healthy)' 혹은 '병약한(sickly)', '체육적인(athletic)' 혹은 '비체육적인(nonathletic)', '게으른(lazy)' 혹은 '활발한(active)', '컴퓨터광(geek)' 혹은 '운동광(jock)' 등이 있다. 예를 들어 '컴퓨터광 혹은 운동광' 도식을 가지고 있다면, 컴퓨터광이라고 자신을 생각하고 그 특성에 관한 많은 정보를 소유할 것이다. 이 경우 컴퓨터 광이라는 자신과 관련된 사항들을 기반으로 많은 상황들을 해석할 것이다.
또한 '건강한 혹은 병약한' 도식을 가지고 있는 사람이라면 자신을 건강한 의식 있는 사람이라고 생각할 것이다. 건강에 대한 관심은 어느 식료품점에서 살지, 어느 식당에 자주 갈지, 얼마나 자주 운동할지 등에 영향을 준다. 외모에 도식을 가지고 있는 여성들은 그렇지 않은 사람에 비하여 신체상(body image)이 안 좋거나, 자아존중감(self-esteem)이 낮고, 부정적인 기분(negative mood)을 갖는다.
도식적이지 않다(aschematic)는 것은 특정 차원에 도식이 없다는 것이다. 이는 특정 속성에 관여하지 않거나 관심이 없을 때 발생한다. 예를 들어 음악가가 되려는 사람에게 비행기조종사가 되는 것은 그에게 있어 도식적이지 않다.

### 유년기 자기도식 창조
인생 초기에 우리는 부모와 기타 인물들이 보이는 자기 상에 노출된다. 우리는 '좋은 아이'나 '나쁜 아이'와 같은 기본적인 자기도식을 갖기 시작한다. 이는 뚜렷하게 부정적인 혹은 긍정적인 용어로 우리 자신을 바라본다는 것이다. 유년기에 우리는 우리 행동에 대한 설명을 하기 시작하며, 그것의 합리화는 한층 복잡한 자기 개념을 낳는다. 아이는 자기(the self)가 자신의 행동을 일으키는 원인이라고 생각하고 어떤 동기에 근거하여 행동에 대하여 설명할지 결정한다.

## 복합
대부분은 복합적 자기도식을 가지고 있으나, 이는 정신병적으로 다중 인격(multiple personalities)은 아니다. 대개는 복합적 자기도식이 일상에 매우 유용하다. 무의식적으로 이러한 도식들은 다양한 상황과 사람들 사이에서 빠른 결정을 내리고 효과적으로 적절하고 행동하는 데에 도움을 준다. 복합적 자기도식은 사람들이 집중하는 것과 우입되는 정보를 해석하고 사용하는 방식을 유도한다. 또한 이들은 특정한 인식적 언어적 행동적 활동 연쇄를 활성화한다. 인지심리학(cognitive psychology)에서는 이를 행동적 스크립트(behavioral script)와 행동계획(action plans)이라고 한다. 이는 목적을 잘 달성하도록 하는데 유용하다. 자기도식은 주변 환경 및 상호작용하는 사람뿐 아니라 기분에 의해서도 좌우된다. 연구자들은 우리 감정 상태에 따라 다양한 기분일치 자기도식(mood-congruent self-schema)를 가지고 있다고 본다.

## 신체
자기의 신체와의 관계와 신체에 대한 이해는 자기도식의 중요한 부분이다. 신체도식(Body schema)은 다양한 원칙에 따른 복합적 정의를 갖는 용어이다. 일반적으로 자신의 신체에 대한 개념은 어느 공간에 있고, 어떻게 생겼는지, 어떻게 기능하는지 등을 의미한다.
우리의 신체상(body image)은 자기도식의 일부이다. 신체상은 다음과 같다.
- 신체에 대한 인지적 경험(perceptual experience)
- 신체에 대한 개념적 경험(conceptual experience) : 과학 정보, 전언, 신화 등을 통한 우리 신체에 대하여 들어본 것이나 믿고 있는 것
- 신체에 대한 감정적 태도(emotional attitude)

신체도식은 우리 신체의 실제 현실을 초월한다. 즉 우리는 우리 신체가 물리적인 것과는 다른 우리의 신체에 대한 심상(mental picture)을 갖고 있을 수도 있다. 이는 사지를 잃은 개인이 환지(幻肢, phantom limb) 감각을 갖고 있는 경우를 통해 증명된다. 사지 한 쪽을 잃은 사람은 여전히 그 잃은 사지를 가지고 있다는 느낌을 갖는다. 환지 감각을 다른 사지를 통해서 느낄 수도 있다.

## 성
신경증(neurosis) 발병의 예측 수단으로서의 성교(sex)의 측면을 강조한 주장은 성교가 인격(personality)에 끼치는 영향의 발달을 찾는 것으로 옮겨졌다. 이러한 초점은 성적 환희를 느끼는 능력과 친밀 관계(intimate relationship)를 수립하는 능력 사이의 균형에 있다. 이 가설은 개인이 성별(sexuality)을 사용하는 정도에 따라 한 개인의 성적 특성(sexual nature)은 개인의 정체성에 있어 다소 중심적인 위치에 있을 것이라고 한다.
도식은 개인의 외부에 존재하는 사회 자극(social stimuli)과 개인의 행동반응(behavioral reaction) 간의 관계를 조직하는 인지틀(cognitive framework)이라 할 수 있다. 특정 맥락 안에서 활성화되는 인지적 자기표상(cognitive representations of the self)이 있다. 성도식 혹은 성적 자기도식(sexual schema, sexual self-schema)은 자기의 성적 측면에 관한 인지적 일반화(cognitive generalization)로 정의된다. 이러한 관점은 과거 경험에서 유래하고, 현재 경험에서 드러나며, 성과 관련된 사회적 정보의 처리 과정에 영향을 주며, 성적 행동(sexual behavior)에 관하여 지침을 제공한다. 여성과 남성은 각자 방식으로 성적 자기도식을 경험한다.
여성의 성도식은 로맨틱-열정적 자기관점(romantic-passionate self-view)과 개방지향적 자기관점(open-direct self-view) 두 긍정적 측면과, 당황 혹은 보수적 자기관점(embarrassment or conservative self-view)이라는 부정적 측면 하나가 있다. 긍정적 도식을 가진 여성은 자신을 감정적으로 로맨틱하거나 열정적이며, 로맨틱하고 성적인 관계와 경험에 개방적이며, 성적 태도에 있어 자유롭고 사회적 금기에 자유로우며, 성적 행동을 긍정적으로 평가하고, 의무가 부여되지 않은 성행위나 성적 만남을 행할 가능성이 높고, 장래에 더 많은 파트너가 있을 것이라고 예측한다. 비록 이들은 제한이 없는 듯하여도 로맨틱한 유대나 파트너를 가질 가능성도 높으며, 로맨틱하고 애정 넘치며 친밀한 애착에 가치를 둘 가능성도 높다. 반면 부정적 도식을 가진 여성은 감정적으로 차갑고 로맨틱하지 않다고 스스로를 규정하며, 성적이거나 로맨틱한 관계에서 행동에 있어 절제하고 보수적이며 사회적 성적 맥락에서 자신감이 없다.
남성의 도식은 도식적에서 비도식적으로의 스펙트럼을 따라 설명할 수 있다. 도식적인 남성은 스스로를 힘차고 공격적이며 성적 태도에 있어 개방적이고 자유로우며, 성경험이 많다고 평가한다. 그들은 헌신과는 무관한 성적 관계 빈도가 높다. 이들 역시 로맨틱한 사랑과 열정을 느낄 수 있다. 관계를 잘 맺기도 하고 사랑에 빠지기도 쉽다. 싱글인 경우는 일시적이다. 반면 비도식적 남성은 성활동이 좁고, 싱글일 가능성이 높으며 대부분은 가까운 미래에도 현상이 바뀌지 않을거라 생각한다.
남성과 여성 모두 성적인 사람은 성적이면서도 친밀 관계를 형성하기 위하여 로맨틱하고 열정적이며 기분을 좋게 만들고 애정이 넘치는 사람이라고 생각한다.

## 질병
신체적 정신적으로 고통받고 있는 개인은 부정적인 자기도식을 가지고 있다. 우울(depression)과 과민성 대장 증후군(irritable bowel syndrome) 등의 질병을 앓는 환자들에게서 보고되어 왔다. 환자는 질병을 자신으로 인식하며, 질병의 부정적 특성과 자신을 무의식적으로 연관시키기도 한다.

## 같이 보기
- 자기(the self)
- 자의식
- 자기의식
- 자아
- 자아중심주의